# Maria Eduarda
Maria Eduarda é uma personagem do romance Os Maias, de Eça de Queiroz.
É uma mulher que viveu ao lado de um obscuro brasileiro. Ao voltar para Lisboa conhece Carlos da Maia e torna-se sua amante, mantendo com este, mesmo de forma inconsciente, uma relação incestuosa, uma vez que os dois eram irmãos.
Maria Eduarda, fisicamente era uma bela mulher: alta, cabelos castanhos ondeando ligeiramente sobre a testa bem feita, sensual e delicada, "com um passo soberano de deusa", é "flor de uma civilização superior, faz relevo nesta multidão de mulheres miudinhas e morenas", era bastante simples na maneira de vestir, "divinamente bela, quase sempre de escuro, com um curto decote onde resplandecia o incomparável esplendor do seu colo"; psicologicamente, podemos verificar que Maria Eduarda nunca é criticada, é uma personagem delineada em poucos traços, o seu passado é quase desconhecido o que contribui para o aumento e encanto que a envolve. A sua caracterização é feita através do contraste entre si e as outras personagens femininas, e ao mesmo tempo, chega-nos através do ponto de vista de Carlos da Maia, para quem tudo o que viesse de Maria Eduarda era perfeito, "Maria Eduarda! Era a primeira vez em que Carlos ouvia o nome dela; pareceu-lhe perfeito, condizendo bem com a sua beleza serena."
Maria Eduarda é sempre apresentada ao leitor como uma "deusa transviada", como um ser superior que se destaca no meio das mulheres lisboetas. Maria Eduarda encarna a heroína romântica, perseguida pela vida e pelo destino, mas que acaba por encontrar, ainda que momentaneamente, a razão da sua vida, na paixão e no amor. Ela é também vítima do seu passado, das circunstâncias em que cresceu e viveu (bem ao jeito naturalista), mas o facto de ser a própria personagem a narrar o seu percurso omitindo, logicamente, aquilo que não sabe, e referindo o seu passado após o leitor já ter conhecimento do seu presente, afasta Maria Eduarda de alguns dos preceitos estruturais do Naturalismo.